# Provincia de Quispicanchi
La provincia de Quispicanchi es una de las trece provincias que conforman el departamento del Cusco en el sur del Perú. 
Limita por el norte con la provincia de Paucartambo y el departamento de Madre de Dios, por el este con el departamento de Puno, por el sur con la provincia de Canchis y la provincia de Acomayo, y por el oeste con la provincia del Cusco y la provincia de Paruro.

## Capital
La capital de esta provincia es la ciudad de Urcos y como lugar turístico se tiene la famosa laguna de Urcos - parque regional de la familia.

## Geografía

### Emplazamiento
La provincia se emplaza sobre la cordillera de Vilcanota y la región altiplánica del sureste del Cusco. Aunque también comprende la ceja de selva y selva baja en sus límites con el departamento de Madre de Dios y el extremo noroeste de Puno.

## División política

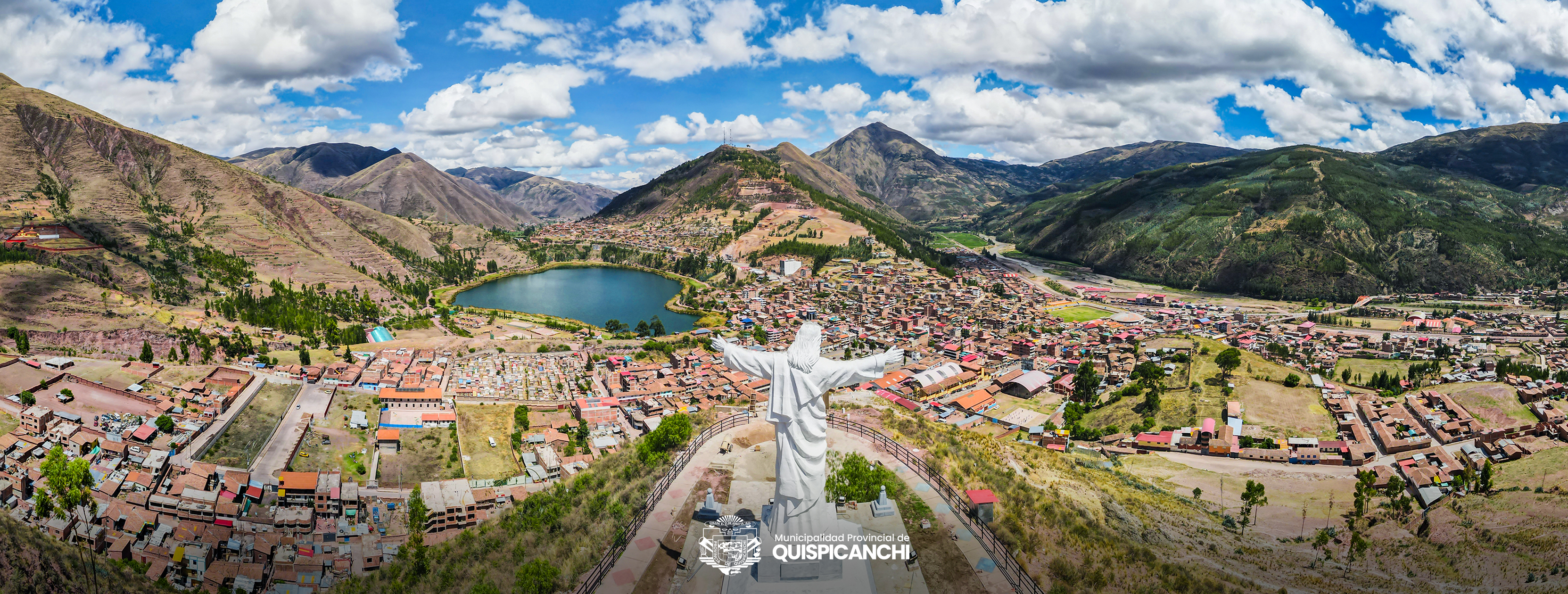
Vista de la localidad de Urcos

La provincia tiene una extensión de 7565 km² y se reparte en 12 distritos:
|                            |  |  |  |  |  |  |
| Distritos                  |  |  |  |  |  |  |
| Distrito de Andahuaylillas |  |  |  |  |  |  |
| Distrito de Camanti        |  |  |  |  |  |  |
| Distrito de Ccarhuayo      |  |  |  |  |  |  |
| Distrito de Ccatca         |  |  |  |  |  |  |
| Distrito de Cusipata       |  |  |  |  |  |  |
| Distrito de Huaro          |  |  |  |  |  |  |
| Distrito de Lucre          |  |  |  |  |  |  |
| Distrito de Marcapata      |  |  |  |  |  |  |
| Distrito de Ocongate       |  |  |  |  |  |  |
| Distrito de Oropesa        |  |  |  |  |  |  |
| Distrito de Quiquijana     |  |  |  |  |  |  |
| Distrito de Urcos          |  |  |  |  |  |  |

## Población
La provincia tiene una población de 82 484 habitantes.

## Autoridades
- 2023-2026[1]
  - Alcalde: C.D YAMIL EFRAÍN CASTILLO CUSIHUALLPA
  - Regidores:

  1. Maida Tunquipa Tacuri
  2. Richard Huamán Mamani
  3. Yennifer Hancco Pacha
  4. Julián Qqesuallpa Yapura
  5. Lucía Mildrid Auccatinco Monroy
  6. José Yauri Ccanahuire
  7. Helar Reynaldo Ángeles Ramírez
  8. Emilio del Carmen Lorenzo Olivera Flores
  9. Julián Condori Suclli

## Turismo

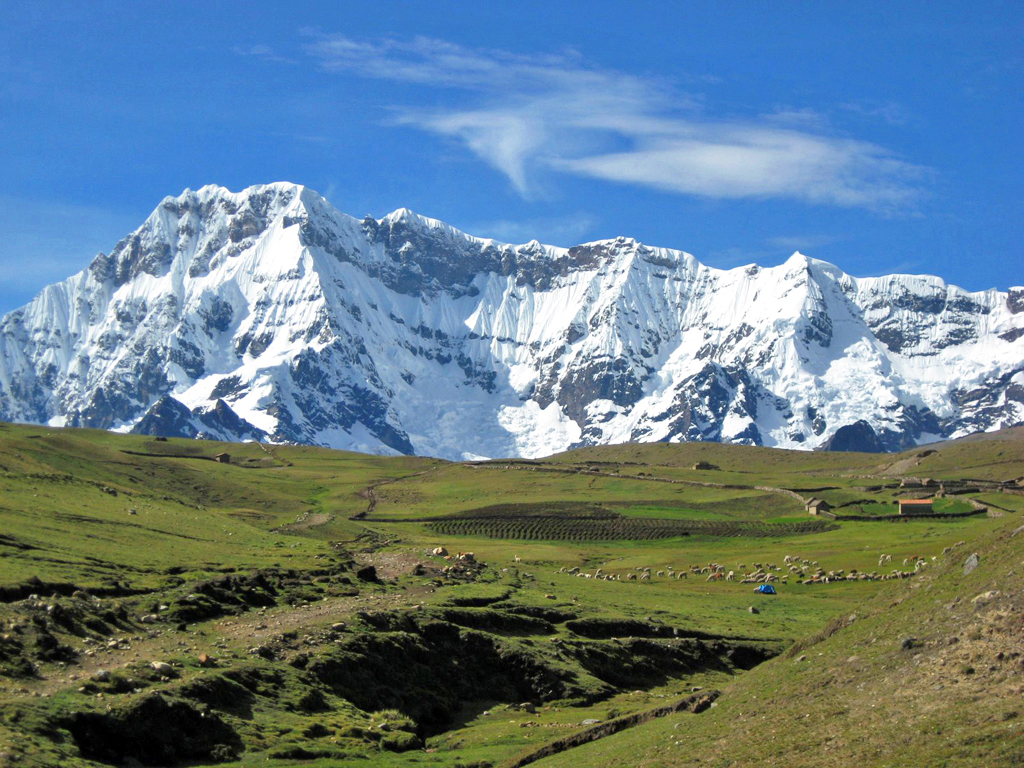
Vista del nevado Ausangate

La cordillera de Vilcanota alberga al pico más alto del departamento del Cusco: el Ausangate.